# ライフエンタテイメント
ライフエンタテイメント株式会社は、東京都の出版社。『5L（ファイブエル）』というフリーペーパー事業を展開。
元吉本興業常務取締役の木村政雄が編集長を務めている。

## 関連会社
- 株式会社先駆舎
- 木村政雄の事務所